# Tian Bao
Tian Bao, geboren Sanggye Yeshi (Kham (nu Barkam, Ngawa), februari 1917 - Chengdu, 21 februari 2008) was een Tibetaans-Chinees politicus. Hij was een van de eerste communisten onder etnische Tibetanen.

## Levensloop
Tian Bao, geboren Sanggye Yeshi sloot zich in 1935, op achttienjarige leeftijd aan bij het Volksbevrijdingsleger van Mao Zedong. In 1935 trok hij met het leger door West-China, waar het probeerde te ontsnappen aan de troepen van de Kwomintang-regering. Hij was een van de enige etnische Tibetanen die deel nam aan de Lange Mars, waarbij de troepen van Mao zich in 1935 terugtrokken in Noord-China.
Na de overwinning in de Chinese Burgeroorlog en de invasie van Tibet van 1950 tot 1951 nam Tian enkele hogere functies in binnen de regering van de Communistische Partij van China en in Sichuan.
Tian werd benoemd tot vicesecretaris van de Communistische partij van de Tibetaanse Autonome Regio (TAR), bij de oprichting ervan in 1965. Dit werd in die tijd gerekend als een hoge post voor een etnische Tibetaan.
Tussen 1981 en 1983 was hij voorzitter van de regering van de TAR. Hierbij werd hij voorafgegaan door Ren Rong, in diens functie van Hoofd van het Revolutionair Comité.